# ملعون
ملعون فیلمی به کارگردانی  و نویسندگی سید تانتاوی محصول سال ۱۳۴۸ است.

## بازیگران
- عبداله بوتیمار
- مارینا متر
- راندا
- احمد رمزی